# Sooglossus sechellensis
Sooglossus sechellensis är en groddjursart som först beskrevs av Oskar Boettger 1896.  Sooglossus sechellensis ingår i släktet Sooglossus och familjen Sooglossidae. IUCN kategoriserar arten globalt som sårbar. Inga underarter finns listade i Catalogue of Life.